# Ancrum
Ancrum, schottisch-gälisch: Alan Crom ist eine Ortschaft in der schottischen Council Area Scottish Borders beziehungsweise in der traditionellen Grafschaft Roxburghshire. Sie liegt rund fünf Kilometer nordwestlich von Jedburgh und 16 Kilometer südöstlich von Selkirk nahe der Mündung des Ale Water in den Teviot.

## Geschichte
Der alte gälische Name Alnecrom beschreibt die Lage der Ortschaft an einer Biegung („crom“) des Ale Water („Alne“). Im Laufe der Geschichte verlagerte sich der Standort Ancrums jedoch mehrere hundert Meter nach Südosten. Zur Unterscheidung der Siedlungen waren in der Übergangszeit die Bezeichnungen Over Ancrum und Nether Ancrum (das heutige Ancrum) gängig.
Der schottische König David I. stiftete im 12. Jahrhundert ein kleines Kloster bei Ancrum. Es zählte zu den Besitztümern des Malteserordens. Nahe der Anlage befand sich ein befestigtes Fort. Im Zuge des Rough Wooing wurde Ancrum in den 1540er Jahren vollständig niedergebrannt. In der Schlacht von Ancrum Moor schlugen schottische Verbände unter Archibald Douglas, 6. Earl of Angus rückkehrende englische Truppen. Im Jahre 1639 wurde Over Ancrum in den Stand eines Burghs of Banrony versetzt.
Der Clan Kerr errichtete um 1558 am Südrand von Over Ancrum ein Tower House. Später wurde das Gebäude zum Herrenhaus Ancrum House erweitert, das schließlich in den 1970er Jahren abgebrochen wurde. Nach Beendigung seines Staatsdienstes in Indien erwarb Thomas Elliott Ogilvie in den 1780er Jahren ein Anwesen nahe Ancrum. Bis 1790 entstand dort die Landvilla Chesters House.
Zwischen 1961 und 1991 lebten zwischen 266 und 304 Personen in Ancrum.

## Verkehr
Die B6400 bildet die Hauptverkehrsstraße von Ancrum. Sie bindet die Ortschaft an die wenige hundert Meter östlich passierende A68 (Edinburgh–Darlington) an. Entlang dem gegenüberliegenden Teviot-Ufer verläuft die A698 (Hawick–Berwick-upon-Tweed). Im späten 18. Jahrhundert entstand mit der Old Ancrum Bridge eine Querung des Teviot bei Ancrum. Mit dem Bau der neuen Ancrum Bridge entlang der A68 wenige Meter flussabwärts im Jahre 1939 wurde die Old Ancrum Bridge obsolet.

## Persönlichkeiten

### Söhne und Töchter der Ortschaft
- Emily Gerard (1849–1905), Autorin